# Harold Arthur Stuart
Sir Harold Arthur Stuart GCMG, KCSI, KCVO (* 29. Juli 1860 in York, Grafschaft Yorkshire im Vereinigten Königreich; † 1. März 1923) war ein britischer Beamter in Indien und britischer Plebiszitkommissar der Interalliierten Regierungs- und Plebiszitskommission für Oberschlesien (1921).
Stuart war Absolvent des King’s College (Cambridge) und startete 1881 in der britischen Verwaltung in Indien als Unterstaatssekretär in der Regierung von Madras. Von 1904 bis 1909 diente Stuart als Direktor des Criminal Intelligence Department. Später war er Innenminister der Indischen Regierung für das Britische Empire. 1921 löste er Harold Percival als britischer Plebiszitkommissar in Oberschlesien im Verlauf der Volksabstimmung ab.

## Auszeichnungen
- Knight Commander des Order of St. Michael and St. George (GCMG)
- Knight Commander des Order of the Star of India (KCSI)
- Knight Commander des Royal Victorian Order (KCVO)